# Herb gminy Rybno (województwo warmińsko-mazurskie)
Herb gminy Rybno – jeden z symboli gminy Rybno.

## Wygląd i symbolika
Herb przedstawia na tarczy dwudzielnej w pas linią falistą koloru czerwono-niebieskiego srebrną rybę, a pod nią złotego węgorza. Jest to tzw. herb mówiący, nawiązujący do nazwy gminy.